# Aliso Viejo
Aliso Viejo é uma cidade localizada no estado americano da Califórnia, no Condado de Orange. Foi incorporada em 1 de julho de 2001.

## Geografia
De acordo com o United States Census Bureau, a cidade tem uma área de 19,3 km², onde todos os 19,3 km² estão cobertos por terra.

### Localidades na vizinhança
O diagrama seguinte representa as localidades num raio de 8 km ao redor de Aliso Viejo. 

## Demografia
Segundo o censo nacional de 2010, a sua população é de 47 823 habitantes e sua densidade populacional é de 2 471,83 hab/km². Possui 18 867 residências, que resulta em uma densidade de 975,18 residências/km².